# Greg Lowe
Greg Lowe (* 1948 in Ogden, Utah, Vereinigte Staaten) ist ein US-amerikanischer Fotograf, Bergsteiger, Kameramann und Filmproduzent, der 1981 gemeinsam mit Bob Carmichael mit und für den Kurzfilm Fall Line für einen Oscar nominiert war.

## Biografie
Im Jahr 1967 schuf Lowe einen Rucksack namens Expedition Pack mit innenliegenden Phenolharz-Laminatstreben, später Aluminium-Flachstangen. Der Rahmen erleichtert das Tragen schwerer Lasten. Lowe gründete gemeinsam mit seinen Brüdern Jeff und Mike Lowe die Firma Lowe Alpine, einen Hersteller für Outdoor-Ausrüstung, die 2011 verkauft wurde. Lowe ist ein Pionier in Bezug auf Kletterausrüstung und entwickelte auch einige der ersten Nockenhebel mit Sicherungsring.
An dem 1981 veröffentlichten Kurzfilm Fall Line, einem Film über Extremskifahren an der Ostwand des Grand Teton in Wyoming, war Lowe als Produzent beteiligt. Zusammen mit Bob Carmichael, Regisseur und Kameramann, erhielt Lowe für den Film eine Oscarnominierung. Die Auszeichnung ging jedoch an  Lloyd Phillips und den Kurzfilm The Dollar Bottom, der die Geschichte eines gewieften Schülers mit Geschäftssinn zum Inhalt hat. 
An der biografischen Dokumentation Jeff Lowe’s Metanoia, die 2014 erschien, war Greg Lowe als zusätzlicher Fotograf und neben Carmichael auch als Kameramann beteiligt. Der Film folgt Greg Lowes Bruder Jeff, einem Alpinisten, bei seinen Aufstiegen auf der ganzen Welt bis hin zu seinem aufgrund einer unheilbaren Krankheit letzten Aufstieg. Zwei Jahre später stand Lowe in einer Folge der Abenteuerserie Reel Rock hinter der Kamera. Die Serie folgt den weltbesten Bergsteigern, Alpinisten und Kletterern an die verwegensten Orte der Welt, um ihre Geschichten festzuhalten. In der Folge Lowe Point befindet sich Greg Lowe, der mehr als 25 Jahre auf fast allen großen Bergen der Welt unterwegs war, in der Schweiz.   

## Filmografie (Auswahl)
- 1981: Fall Line (Kurzfilm; Produzent)
- 2014: Jeff Lowe’s Metanoia (Dokumentation; Fotograf, zusätzlicher Kameramann)
- 2016: Reel Rock (Fernsehserie, Folge Lowe Point; Kamera)

## Auszeichnung
Oscarverleihung 1981
- Oscarnominierung mit und für den Kurzfilm Fall Line in der Kategorie „Bester Kurzfilm“ gemeinsam mit Bob Carmichael